# Biserica „Sfânta Treime” din Florești
Biserica „Sfânta Treime” din Florești este un monument istoric aflat pe teritoriul satului Florești, comuna Florești.
Biserica actuală a fost construită în 1887, pe amplasamentul unei alte biserici ctitorite de vornicul Grigore Cantacuzino în anii 1826 - 1830. În 1986 a fost efectuată consolidarea si restaurarea picturii.